# Екатерингофский
Екатеринго́фский — муниципальный округ в составе  Адмиралтейского района Санкт-Петербурга (до 1 января 2011 года — муниципальный округ № 6).

## Границы округа

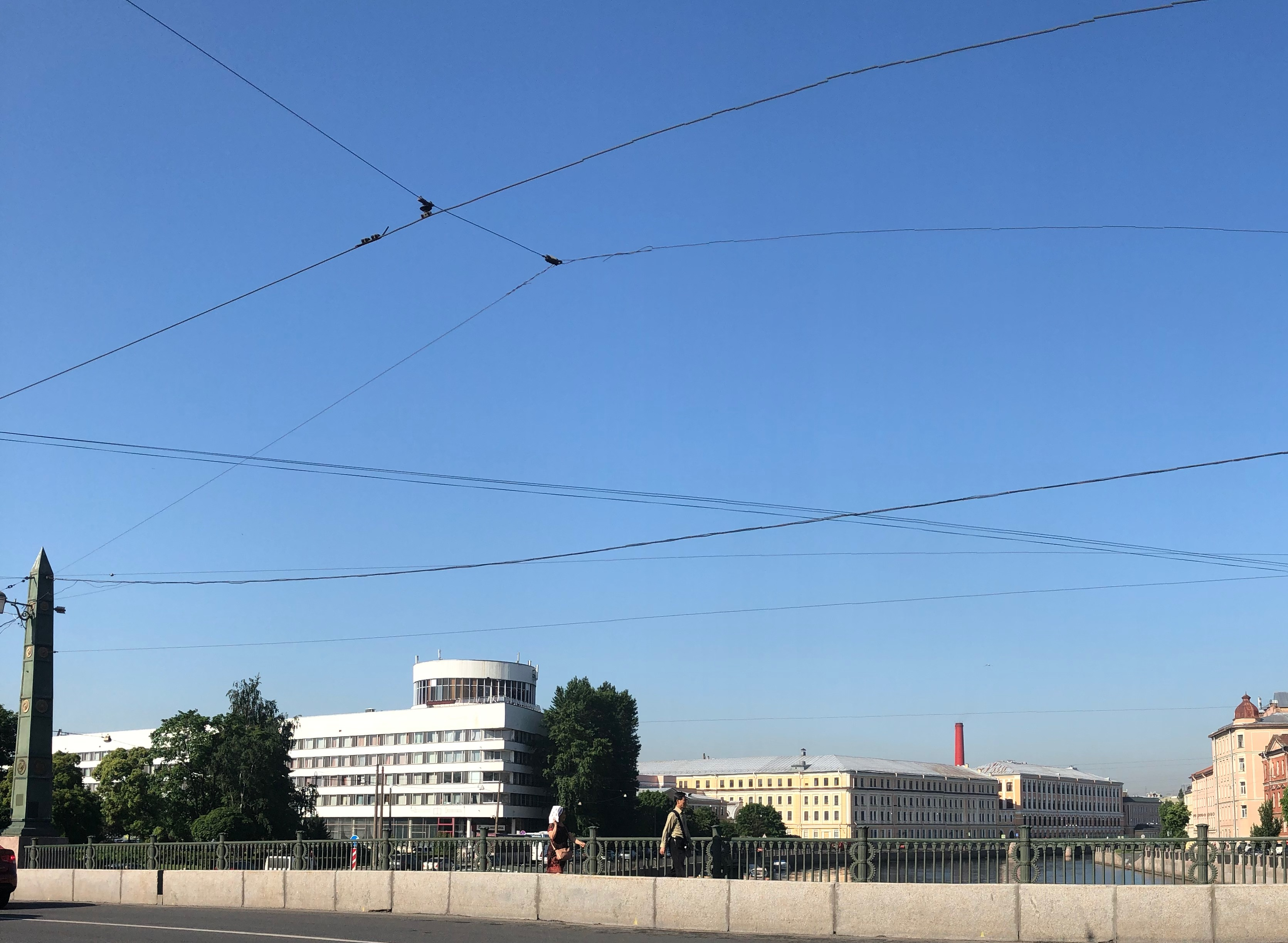
Египетский мост

- Египетский мостот реки Фонтанки по оси Лермонтовского проспекта до Обводного канала
- по Ново-Петергофскому мосту до набережной Обводного канала
- по набережной Обводного канала до площади Балтийского вокзала
- по западной стороне площади Балтийского вокзала
- вдоль западной границы территории Балтийского вокзала
- по западной стороне полосы отвода Балтийского направления железной дороги до южной стороны полосы отвода железной дороги, проходящей между заводом железобетонных изделий Метростроя и предприятием «Красный треугольник»
- на запад по южной стороне полосы отвода железной дороги
- по юго-восточной границе территории лечебно-производственного комбината
- по пешеходной дорожке на юго-запад
- по оси проезда между зданием станции метро «Нарвская» и домом № 54 по Старо-Петергофскому проспекту
- по северной стороне трамвайных путей площади Стачек до Перекопской улицы
- по оси Перекопской улицы до реки Таракановки
- по оси реки Таракановки до реки Екатерингофки, далее по оси реки Екатерингофки, исключая Малый Резвый остров, до реки Фонтанки
- по оси реки Фонтанки до Лермонтовского проспекта.

## Герб
Геральдическое описание:
В рассеченном зеленом и червленом поле вписанное опрокинутое серебряное острие, обремененное черным вензелем Императрицы Екатерины I.
Обоснование символики:
Зеленый треугольник символизирует парк, красный - завод "Красный треугольник". Вензель императрицы – связь времен и сохранение традиций.
Авторы: идея - Емелин И.Б., художник - Максимов А.А.
Утвержден Решением Муниципального Совета внутригородского муниципального образования Санкт-Петербурга муниципальный округ Екатерингофский №64/01-04 от 4 декабря 2015 года.
Позже появилась полная версия герба с короной и девизом, а также в графической версии с дамасцировкой. Описание: «В рассечённом зелёном и червлёном поле вписанное опрокинутое серебряное острие, обременённое чёрным вензелем Императрицы Екатерины I. Щит увенчан золотой муниципальной короной установленного образца. Девиз «СУПРУГЕ В ЧЕСТЬ СЕБЕ ДЛЯ СЛАВЫ» в дореформенной орфографии чёрными литерами на серебряной ленте». Но нет сведений каким решением эта версия герба была утверждена.

## Флаг
Описание флага:
Прямоугольное полотнище с отношением ширины к длине 2:3, состоящее из трех треугольных сегментов, образуемых линиями, проведенными из верхних углов к середине нижнего края: у древка – зеленого цвета, посередине – белого цвета, у свободного края – красного цвета; в центре белого сегмента – вензель императрицы Екатерины I черного цвета.
Обоснование символики:
Флаг повторяет композицию и символику герба.
Зеленый треугольник символизирует парк, красный - завод "Красный треугольник". Вензель императрицы – связь времен и сохранение традиций.
Авторы: идея - Емелин И.Б., художник - Максимов А.А.
Утвержден Решением Муниципального Совета внутригородского муниципального образования Санкт-Петербурга муниципальный округ Екатерингофский №64/01-04 от 4 декабря 2015 года.

## Население
| 2002    | 2010    | 2012    | 2013    | 2014    | 2015    | 2016    | 2017    | 2018    |
| ------- | ------- | ------- | ------- | ------- | ------- | ------- | ------- | ------- |
| 31 570  | ↘24 038 | ↗24 557 | ↗24 618 | ↗26 410 | ↘26 072 | ↘24 992 | ↗25 182 | ↘25 167 |
| 2019    | 2020    | 2021    | 2023    | 2024    | 2025    |         |         |         |
| ↘24 924 | ↘24 612 | ↘22 208 | ↘21 890 | ↘21 671 | ↗21 698 |         |         |         |